# 1975 en volley-ball
Cet article présente les faits marquants de l'année 1975 en volley-ball.

## Évènements

### Championnats
- Championnat de France masculin de volley-ball 1974-1975